# Expedição Sullivan

A bandeira de treze estrelas e treze listras estadunidense em uso entre 1777 e 1795,

A Expedição Sullivan, também conhecida como Expedição Sullivan-Clinton, foi uma campanha liderada pelo Major-General John Sullivan e pelo General James Clinton contra os Tories e as quatro nações iroquesas que se colocaram ao lado do Reino Unido na Revolução Norte-Americana. A expedição ocorreu durante o verão de 1779 e teve somente uma grande batalha, em Newtown, próximo ao rio Chemung à oeste de Nova York, na qual os tories e iroqueses foram decisivamente derrotados. O exército de Sullivan desencadeou então uma campanha de terra queimada, destruindo metodicamente pelo menos quarenta aldeias iroquesas através do que é hoje o norte de Nova York, em retaliação aos ataques efetuados pelos iroqueses e tories contra assentamentos rebeldes no início da guerra. A devastação criou sérias adversidades para os iroqueses naquele inverno, e muitos morreram de fome e frio.